# Primærrute 47
Primærrute 47 er en hovedvej, der går fra Haderslev i vestlig retning til Gabøl.
Primærrute 47 forbinder Haderslev med Europavej E45, samt Primærruterne 24 og 25.
Ruten starter ved Ribe Landevej i Haderslev går mod vest gennem Vojens og slutter i rundkørslen ved Gabøl hvor den møder Primærruterne 24 og 25.
Rute 47 har en længde på ca. 21 km.